# Матьє Дельп'єр
Матьє Дельп'єр (фр. Matthieu Delpierre, нар. 26 квітня 1981, Нансі) — французький футболіст, що грав на позиції захисника.
Виступав, зокрема, за клуби «Лілль» та «Штутгарт», а також молодіжну збірну Франції.

## Клубна кар'єра
Народився 26 квітня 1981 року в місті Нансі. Вихованець футбольної школи клубу «Лілль». Дорослу футбольну кар'єру розпочав 1999 року в основній команді того ж клубу, в якій провів п'ять сезонів, взявши участь у 83 матчах чемпіонату. Після того, як він відмовився від продовження контракту з «Ліллем» під час зимової перерви сезону 2003/04, його перевів до резервної команди тренер Клод Пюель.
1 липня 2007 року він приєднався до німецького «Штутгарта» як вільний агент. Він дебютував у Бундеслізі 27 жовтня в грі проти «Вердера» (1:2) і забив гол у своєму дебюті. За весь сезон він зіграв лише 10 разів і навіть деякий час виступав у резервній команді. У сезоні 2005/06 Дельп'єр вже був гравцем основи «Штутгарта» і посів з клубом 9 місце. У сезоні 2006/07 тренер команди Армін Фе зупинив свій вибір на парі Дельп'єр-Фернанду Мейра у центрі захисту, і команда виступила настільки добре, що в кінці сезону виграла чемпіонат Німеччини, а також дійшла до фіналу Кубка Німеччини, де програв з рахунком 2:3 «Нюрнбергу». 1 грудня 2009 року Дельп'єр став новим капітаном команди «Штутгарта», яким був два роки, після чого головний тренер Бруно Лаббадіа призначив Сердара Таскі новим капітаном команди 12 січня 2012 року, виконавши бажання Дельп'єра замінити його.
Влітку 2012 року Дельп'єр перейшов у «Гоффенгайм 1899», де дебютував 25 серпня 2012 року в гостьовому матчі проти менхенгладбаської «Боруссії» (1:2). У своєму першому сезоні він грав регулярно, провівши 23 гри Бундесліги, але в сезоні 2013/14 йому довелося тренуватися з другою командою, оскільки головний тренер Маркус Гісдоль не бачив його у своїй команді.
Під час зимового трансферного вікна на початку 2014 року перейшов до нідерландського клубу «Утрехт». Дебютував в Ередивізі 2 лютого 2014 року в домашньому матчі проти «Аякса» (1:1) і загалом до кінця сезону зіграв 14 матчів, проте жодного разу не зміг відзначитись забитим м'ячем.
Завершив ігрову кар'єру у австралійській команді «Мельбурн Вікторі», за яку виступав протягом 2014—2016 років і 2015 року виграв чемпіонат і Кубок Австралії. Всього Дельп'єр провів 53 матчі у всіх змаганнях протягом двох сезонів, забивши один гол.

## Виступи за збірні
1999 року дебютував у складі юнацької збірної Франції (U-18), загалом на юнацькому рівні взяв участь у 13 іграх.
Протягом 2001—2003 років залучався до складу молодіжної збірної Франції, з якою брав участь у молодіжному чемпіонаті Європи 2002 року у Швейцарії, де французи дійшли до фіналу, програвши Чехії по пенальті. Всього на молодіжному рівні зіграв у 15 офіційних матчах.

## Титули і досягнення
- Чемпіон Німеччини (1):

«Штутгарт»: 2006/07
- Чемпіон Австралії (1):

«Мельбурн Вікторі»: 2014/15
- Володар Кубка Австралії (1):

«Мельбурн Вікторі»: 2015